# انتري ريوس، باهيا
انتري ريوس، باهيا بلدية في ولاية باهيا في المنطقة الشمالية الشرقية من البرازيل.